# Jonatan (Sohn Sauls)

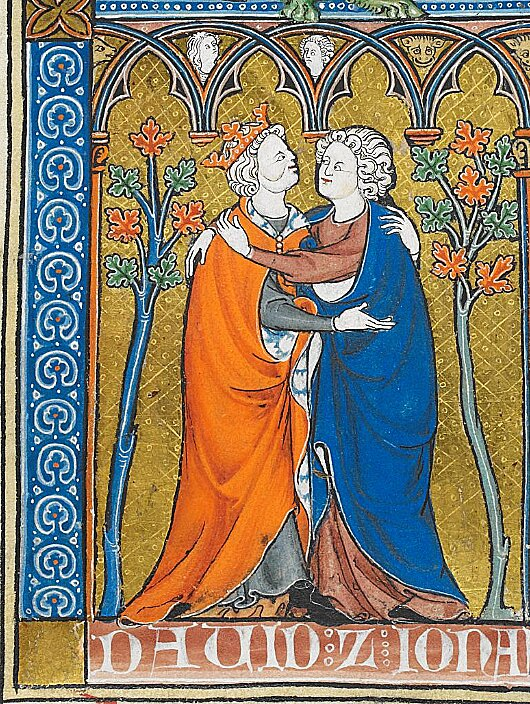
Umarmung zwischen David und Jonathan in einer Illustration des 14. Jahrhunderts.

Jonatan (auch: Jonathan) war im Alten Testament der älteste Sohn des Königs Saul und der Schwager und beste Freund Davids.

## Etymologie
Der hebräische Name Jonatan wird im MT entweder יְהֹונָתָן jəhônātān oder (seltener) יֹונָתָן jônātān geschrieben. Es handelt sich in beiden Fällen um Satznamen, deren Bedeutung abgesehen vom verschiedenen theophoren Element gleich ist. Das Subjekt (יְהֹו jəhô oder יֹו jô) ist JHWH, das Prädikat gehört zur Wurzel נתן ntn „geben“. Der Name bedeutet daher „JHWH hat gegeben“.

## Biblische Erzählung
An mehreren Stellen ist davon die Rede, dass Jonatan mit David „[...] einen Bund vor dem Herrn geschlossen [...]“ (1 Sam 20,8 ) habe (1 Sam 23,18 ). Über Jonatan wird berichtet, dass er David „wie sein eigenes Leben [liebte]“ (1 Sam 20,17 ). In der Konfliktgeschichte zwischen David und Saul spielt er eine wichtige Rolle.
Saul, selbst melancholisch und nach eigenem Empfinden erfolglos und ungeliebt, muss mitansehen, dass sowohl sein Sohn Jonatan als auch seine Tochter Michal David über alles lieben. Als Sauls Eifersucht auf David auch angesichts von dessen militärischen Erfolgen bis zum Vernichtungswillen steigt, verrät Jonatan David die Mordpläne seines Vaters und schützt ihn so. Als David fliehen muss, küssen sich beide und weinen (1 Sam 20,41 ).
Jonatan fällt bei einer Schlacht gegen die Philister auf den Bergen Gilboa zusammen mit seinem Vater Saul. David stimmt bei der Nachricht davon eine Totenklage an: Weh ist mir um dich, mein Bruder Jonatan. Du warst mir sehr lieb. Wunderbarer war deine Liebe für mich als die Liebe der Frauen (2 Sam 1,26 ). Die Leichname von Saul und seinen drei Söhnen wurden von den Philistern an die Mauern von Bet-Schean genagelt (1 Sam 31,10 ). Später wurden die Leichname von den Bewohnern Jabesch-Gilead nach Jabesch gebracht und dort verbrannt (1 Sam 31,11 ), die Überreste anschließend unter der Tamariske von Jabesch begraben (1 Sam 31,13 ). Später ließ David die Überreste, zusammen mit weiteren Hingerichteten aus Sauls Familie, in Zela im Land Benjamin, im Grab von Sauls Vater Kisch begraben (2 Sam 17,14 ).
Die biblischen Erzählungen über Jonatan finden sich im 1. Buch Samuel 13+14; 18,1–4; 19,1–7; 20; 31 und 2. Buch Samuel 1,17–21.

## Nachkommen
Jonatans Sohn war Merib-Baal (2 Sam 21,7 ).